# Mongo Explodes!
Mongo Explodes è un album di Mongo Santamaría, pubblicato dalla Riverside Records nel 1966. Il disco fu registrato a New York (Plaza Sound Studios) nelle date indicate.
Nel 1989 la Milestone Records fece uscire su di un unico CD (dal titolo "Skins") "Mongo Explodes" assieme all'album "Go, Mongo!"

## Tracce
Lato A
1. Skins – 3:30 (Marty Sheller) – Registrato nella primavera del 1964 a New York
2. Fatback – 2:28 (Bobby Capers, Valerie Capers) – Registrato nella primavera del 1964 a New York
3. Hammer Head – 3:25 (Marty Sheller) – Registrato nella primavera del 1964 a New York
4. Dot Dot Dot – 5:10 (Marty Sheller) – Registrato nella primavera del 1964 a New York
5. Corn Bread Guajira – 2:35 (Bobby Capers) – Registrato nella primavera del 1964 a New York
6. Dirty Willie – 5:27 (Marty Sheller) – Registrato nella primavera del 1964 a New York

Lato B
1. Sweet 'Tater Pie – 2:40 (Rodgers Grant) – Registrato nella primavera del 1964 a New York
2. Bembé Blue – 6:37 (Marty Sheller) – Registrato nella primavera del 1964 a New York
3. Dulce Amor – 5:06 (Rodgers Grant) – Registrato nella primavera del 1964 a New York
4. Tacos – 2:32 (Hubert Laws) – Registrato nella primavera del 1964 a New York
5. Para Ti – 5:35 (Mongo Santamaría) – Registrato dal vivo il 2 settembre 1963 al Village Gate di New York

## Musicisti
Mongo Santamaría and His Band
Brani A1, A2, A3, A4, A5, A6, B1, B2, B3 & B4
- Mongo Santamaría - congas, bongos
- Nat Adderley - cornetta (brani: A1, A3 & A5)
- Marty Sheller - tromba, percussioni latine
- Hubert Laws - piccolo, flauto, sassofono tenore
- Bobby Capers - sassofono alto, sassofono baritono
- Rodgers Grant - pianoforte
- Victor Venegas - basso
- Jimmy Cobb - batteria (brani: A3 & A5)
- Ray Lucas - batteria (brani: A1, A2, A4, A6, B1, B3, B4 e B5)
- Carmelo Garcia - timbales
- Carmelo Garcia - batteria (brano: B2)
- Chihuahua Martinez - percussioni latine
- Wito Kortwright - güiro, percussioni latine

Mongo Santamaría and His Band
Brano B5
- Mongo Santamaría - congas
- Marty Sheller - tromba
- Pat Patrick - sassofono alto, flauto
- Bobby Capers - sassofono tenore, flauto
- Rodgers Grant - pianoforte
- Victor Venegas - basso
- Frank Hernandez - batteria
- Julian Cabrera - percussioni
- Chihuahua Martinez' - percussioni, voce